# Fludoxicortide
Fludoxicortide é um fármaco anti-inflamatório corticosteroide de uso tópico para tratamento de inflamações e alergias na pele.